# Orthaltica dakshina
Orthaltica dakshina es una especie de insecto coleóptero de la familia Chrysomelidae. Fue descrita científicamente en 1979 por Basu & Sengupta.